# Fort Lee
Fort Lee est un borough du comté de Bergen, dans le New Jersey, aux États-Unis. Au recensement de 2011, sa population était de 35 579 habitants. Fort Lee a été formé le 29 mars 1904 par un acte de la New Jersey Legislature, à partir de portions du Ridgefield Township.
Situé à l'ouest de la ville de New York, Fort Lee est relié à l'arrondissement de Manhattan par le pont George-Washington. Le nom de la ville est un hommage au général Charles Lee.
Les localités de Coytesville, Linwood, Palisade et Taylorville sont rattachées à Fort Lee.

## Géographie
Fort Lee est situé à 40° 51′ 00″ N, 73° 58′ 30″ O, au Nord de Edgewater, sur la Péninsule d'Hackensack, entre la rivière Hackensack et le fleuve Hudson.
Selon le Bureau du recensement, le borough a une superficie de 7,5 km2, dont 6,6 km2 de terre et 0,9 km2 de plans d'eau, soit 12,15 % du total.

### Démographie
| Évolution de la population |       |       |        |        |        |        |        |        |        |        |
| Année                      | 1930  | 1940  | 1950   | 1960   | 1970   | 1980   | 1990   | 2000   | 2005   | 2011   |
| Habitants                  | 8 759 | 9 468 | 11 648 | 21 815 | 30 631 | 32 449 | 31 997 | 35 461 | 37 175 | 35 579 |

Répartition de la population de Fort Lee par groupe ethnique et culturel
| Groupe     | Fort Lee | États-Unis |
| ---------- | -------- | ---------- |
| Blancs     | 53,5 %   | 67,1 %     |
| Noirs      | 2,8 %    | 12,9 %     |
| Asiatiques | 38,4 %   | 4,2 %      |
| Autres     | 5,3 %    | n.d.       |

La densité de population de Fort Lee est de 5 411,7 hab/km². La ville compte une importante communauté coréenne, représentant 17,18 % de la population totale.

## Histoire
Avant l'époque d'Hollywood, Fort Lee est jusqu'en 1918 la capitale américaine du cinéma. La quasi-totalité des grosses sociétés de production de films y installent leurs studios de tournage et de développement : le tout premier installé en 1910 est le producteur indépendant, Mark Ditenfass et sa société Champion, en 1910. 11 majors de l'époque s'installent à leur tour, soit au sein de leurs propres studios ou en sous louant : Edison, Fox film, la Solax company d'Alice Guy qui accueille par ailleurs la Goldwyn Pictures corporation en 1916 et 1917, Lewis J. Selznick en 1917 ou Pathé en 1918 ; et aussi la Paramount, Universal Studios…  La Metro Pictures Corporation y fait ses débuts comme distributeur des films de la Solax.
À partir de 1911, les Laboratoires Éclair, déjà présents à New York depuis 1909, implantent leurs laboratoires et leurs studios de production cinématographique à Fort Lee, d'où ils alimentent le marché américain des Nickelodeons (plusieurs milliers de salles). Ils y produisent jusqu'à 4 films par semaine. En 1912, ils engagent Émile Cohl, inventeur du dessin animé. Cependant, en mars 1914, les studios sont entièrement détruits par un incendie, mettant fin à l'aventure américaine d'Éclair.

## Politique
Au 1er avril 2006, il y avait 17 434 votants inscrits, soit 46,7 % de la population. Parmi eux, 27,5 % étaient enregistrés comme Démocrates, 11,6 % comme Républicains, et 61 % comme non-déclarés.
Au niveau local, le maire actuel est Jack Alter, dont le mandat s'achèvera le 31 décembre 2007
Au niveau des circonscriptions électorales, Fort Lee est situé dans le Ninth Congressional District - actuellement représenté par Steve Rothman - et fait partie du 38th Legislative District - représenté au Sénat du New Jersey par Joseph Coniglio et à l'Assemblée par Robert M. Gordon et Joan Voss.
Au niveau national, Fort Lee tend fortement vers le Parti démocrate. Lors de l'élection présidentielle de 2004, John Kerry y a reçu 61 % des voix, et George W. Bush environ 38 % des voix.

## Personnalités

### Naissances
- James Van Fleet, général américain

### Célèbres résidents
- Albert Anastasia, membre de la Mafia[11].
- Mickey Appleman, joueur de poker[12].
- Dr. Joyce Brothers, psychologue, personnalité de la télévision, résident actuel[13].
- Cam'ron, rappeur.
- Celia Cruz, chanteuse cubaine[14].
- Kerri Green, actrice
- Buddy Hackett, acteur et humoriste.
- Darryl Strawberry, joueur des New York Mets et des New York Yankees.
- Jay-Z, rappeur.
- Whitney Houston, chanteuse et actrice.